# Union, Washington
Union är en så kallad census-designated place i Mason County i delstaten Washington. Vid 2010 års folkräkning hade Union 631 invånare.